# Jesse Rodríguez Franco
Jesse Rodríguez Franco est un boxeur américain né le 20 janvier 2000 à San Antonio, Texas.

## Carrière
Passe professionnel en 2017, il remporte le titre vacant de champion du monde des poids super-mouches WBC en battant aux points Carlos Cuadras le 5 février 2022. Rodríguez Franco conserve son titre aux dépens de Srisaket Sor Rungvisai le 25 juin puis contre Israel Gonzalez le 8 octobre 2022 avant de le laisser à son tour vacant le 26 octobre suivant pour combattre en poids mouches. Le 8 avril 2023, il remporte le titre vacant WBO de la catégorie après sa victoire aux points contre Cristian Gonzalez Hernandez puis le titre IBF le 16 décembre 2023 face à Sunny Edwards par abandon à l'issue du 9e round.
Tout en conservant ses ceintures dans la catégorie poids mouches, il redevient champion des poids super-mouches WBC le 29 juin 2024 en battant par KO au 7e round Juan Francisco Estrada. Rodríguez Franco bat ensuite par arrêt de l'arbitre au 3e round Pedro Guevara le 9 novembre 2024 et au 10e round Phumelele Cafu, champion WBO de la catégorie, le 19 juillet 2025.